# Station Arbois
Station Arbois is een spoorwegstation in de Franse gemeente Arbois op de lijn 
Mouchard - Bourg-en-Bresse.
Het wordt bediend door treinen van het netwerk TER Bourgogne-Franche-Comté met verbindingen naar Besançon, Lons-le-Saunier, Belfort en Lyon-Perrache of Lyon-Part-Dieu..